# 新川町 (愛知県西春日井郡)
新川町（しんかわちょう）は、かつて愛知県西春日井郡にあった町である。
2005年（平成17年）7月7日、西枇杷島町、清洲町と合併して清須市となった。

## 地理

### 河川
- 庄内川
- 新川

## 歴史
- 1889年（明治22年）10月1日 - 町村制施行に伴い、西春日井郡土器野新田村・上河原村・中河原村・下河原村の区域をもって新川村が成立。
- 1890年（明治23年）12月17日 - 町制を施行し新川町となる。
- 1906年（明治39年）4月1日 - 西春日井郡新川町・桃栄町・寺野村・阿原村が新設合併し、改めて新川町が発足。
- 2005年（平成17年）7月7日 - 西春日井郡西枇杷島町・清洲町と合併し、清須市が発足。同日新川町廃止。

## 行政
- 町長：加藤 静治（2002年1月29日 - ）

## 教育

### 小学校
- 新川町立新川小学校
- 新川町立星の宮小学校
- 新川町立桃栄小学校

### 中学校
- 新川町立新川中学校

### 高等学校
- 愛知県立新川高等学校

## 交通

### 鉄道
- 名古屋鉄道
  - 名古屋本線：新川橋駅 - 須ヶ口駅
- JR東海交通事業
  - 城北線：尾張星の宮駅

### 道路
- 一般国道
  - 国道22号(名岐バイパス)
- 主要地方道
  - 愛知県道59号名古屋第二環状線
  - 愛知県道67号名古屋祖父江線
- 一般県道
  - 愛知県道126号給父西枇杷島線
  - 愛知県道127号新川清洲線
  - 愛知県道140号須ヶ口停車場線

## 娯楽
- 新川キネマ - 映画館[1]。

## 著名な出身者
- 石田芳夫（囲碁棋士）
- 加藤あい（女優）
- 太田俊二（環境学者）